# Laser Gates
Laser Gates (também conhecido como Laser Gate no Brasil) é um jogo para Atari 2600 lançado em 1983 pela fabricante americana de jogos eletrônicos Imagic.

## Jogabilidade
No comando da name espacial Dante Dart, o jogador deve pilotar através de uma caverna, evitando o ataque de mísseis, drones e criaturas espaciais, bem como atravessar campos de força e paredões de pedra. O jogo não tem fases, mas, ao final de cada "ciclo", um pilar contendo a inscrição "6507" (que corresponde à numeração da CPU do Atari 2600) deve ser destruído, para que se possa continuar. A energia é limitada, e pode ser restaurada através de um power-up especial que aparece uma vez a cada ciclo. Já a proteção do campo de força diminui cada vez que a nave é atingida, e não há como recuperá-la.

## Versões
Laser Gates também teve uma versão para o computador Atari 800. Além de gráficos melhorados, o jogo tem algumas diferenças em relação ao original como mais inimigos em tela ao mesmo tempo e uma estrutura de fases mais definida.